# 山崎正董
山崎 正董（やまさき まさただ、明治5年5月11日（1872年6月16日） - 昭和25年（1950年）5月29日）は日本の医師（産婦人科医）。私立熊本医学校教授、愛知県立医学専門学校校長、熊本医科大学学長（1925-1932）。60歳の定年後は好きな旅行、歴史に没頭。『横井小楠』『肥後医育史』を著す。1932年と1933年に沖縄を旅行した写真が発見され、写真集ができた。貝や沖縄の古瓦も蒐集した。

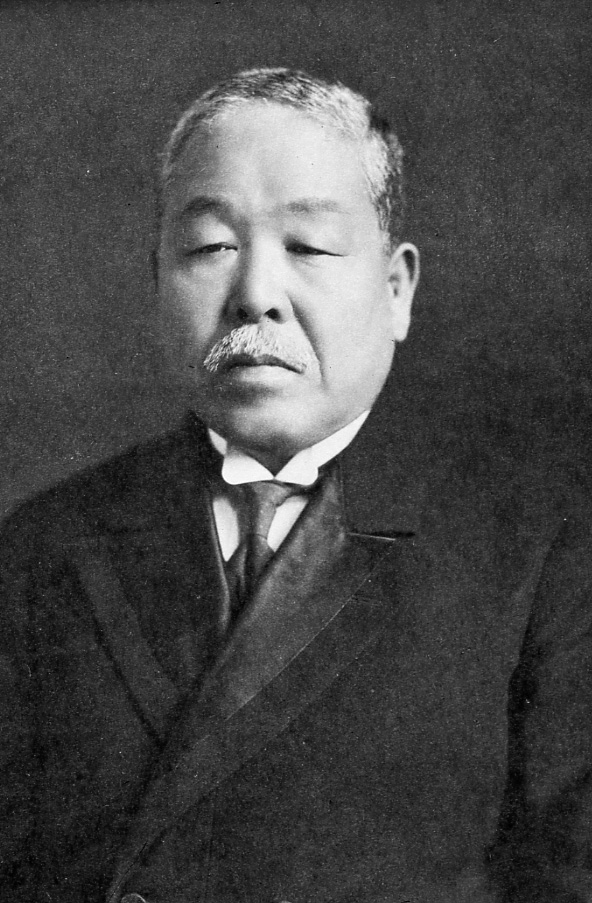
山崎 正董

## 字と号
字は子勉、号は黙堂。

## 生涯
1872年5月11日 現在の高知県高岡郡佐川町に生まれる。1890年 第三高等学校に入学。1892年 第一高等学校に転学。1900年 東京帝国大学卒業。1901年 私立熊本医学校教授。1909年ドイツ ミュンヘン大学、ボン大学で産婦人科を研究。翌年帰国。1911年 私立熊本産婆学校を設立し校長となる。1913年 医学博士。1914年 『近世産科学』を出版。1916年 愛知県立医学専門学校校長1920年 愛知県立愛知医科大学長、教授を兼任。1923年 欧米に出張。1925年 熊本医科大学長、付属病院長。1932年 大学長、病院長を免ぜられる。同学名誉教授。1932年10月 奄美大島、沖縄旅行。1933年3月・4月 再度奄美大島、沖縄に旅行。1938年 『横井小楠（伝記、遺稿編）』を出版。1946年 進駐軍に住宅を接収され書庫に住む。1950年5月29日 79歳で死去。墓所は熊本市小峰墓地。蔵書や貝は県立図書館などに寄付する。2000年 沖縄旅行の写真が発見され、写真集『懐かしき沖縄　～山崎正董らが歩いた昭和初期の原風景』　が発行される。

## 肥後医育史
正史746ページ、補遺132ページに及ぶ大著である。2006年に再版された。肥後医育250年周年記念事業実行委員長・山本哲郎による
- 藩校時習館の創立は宝暦四年、その六年には「再春館」が創立された。当時の殿は細川重賢。場所は二本木である。教師は岩本原理、村井見朴、外に句読師、金創師、引経師、物産師、医療吟味役、など書かれ最後は明治3年とある。その後、古城医学校、通町病院、北岡仮病院、県立熊本医学校、（教師に後に東京大学初代小児科教授になった弘田長がいる）、伝習館、春雨黌、九州学院医学部、私立熊本医学校、熊本医学専門学校、熊本医科大学、と歴史に沿って記述されている。
- 東京大学名誉教授土肥博士は「之を通覧するに名は一地方の医学史に過ぎないが、実は側面から観た近世日本医学史たる貴い価値が認められる。（中略）またその公務の寸暇を偸んで更にこの大著を完成したるその絶倫の精力と縦横自在の筆致別けても国を愛し道を憂うる至情は真に敬服に余りある」、と絶賛している。
- エピソードも豊富で、「辻便所と肥後の医育」の稿では、明治5年東京府を始め全国各地の街路上の大小便を禁じた白川県（現熊本県）で、教師マンスフェルトが辻便所をおくべく提案された。古城医学所は有料便所をつくり、（汲み取り料を農家からもらう）他の病院もならったが、北岡病院の事務係古賀氏は「小便古賀」というあだ名がついた。有料便所は明治20年熊本区（熊本市）に委譲した。辻便所は肥後の医育に多大なる貢献をしたとある。

## 横井小楠
2009年は横井小楠の生誕200年目にあたり、山崎の業績が見直された。
- 『横井小楠』著述の動機[5]

## 沖縄旅行
熊本大学学長として職務に追われる生活から離れ医界を離れることを念願し、還暦を機に退職し彼の好んだ人生を歩むことになる。幼年期、文学を志し、漢詩を学んだが医家 の家に生まれたので最も嫌いであった医師になった。弟子の医師に電報を打ち、カメラマンを連れて、いそいそと沖縄に旅行した。翌年偶々彼の秘蔵っ子であった次女が急死し、その悲哀を慰めるために再度旅行した。今回は妻、三男正忠、九州日日新聞の津留カメラマン、画家宮崎東里夫妻を同行、沖縄各地で写真を撮影した。彼の大学で学んだ医師が協力し、車は知事の 使う公用車を使った。写真は熊本の図書館に寄贈されたが行方不明であった。沖縄の写真研究家、野々村孝男が追求、津留など大勢の協力もあり、行方不明の写真が発見され、写真集が発行された。現在では貴重な写真で、山崎自身も写っているのも、建物の大きさなどが判っていいとされている。なお、1933年、沖縄のロゼッタストーンは沖縄県中頭郡嘉手納町の野国総管の墓付近において、発見された線刻石版であるが、山崎正董と沖縄研究者・島袋源一郎により発見されたのが最初とされている。

## 性格など
熊本県医師会長などを務めた福田令寿は同じ産婦人科医であったが、山崎とは同年代である。福田令寿は明治6年生まれで、英国で医学を修めた。彼の 『百年史の証言』に山崎のことが出ている。「医専の生徒監をしていたのが山崎です。間違ったことをする学生は頭が正しく働いておらんのだから理屈をいってもわからん。そういうのはステッキでもってなぐりたたきつけて直してやる外に手だてはないという方針をはっきり言っておられました。強い学生がいて、山崎も用心して「今後よく覚えておれ」と言ったら、「覚えておる」と返答したことがあった。修身（道徳教育）もやっていたが、悪いことでも露見しなければいい、という意見であった。生徒の顔を覚えていて、上通り、下通り（熊本の繁華街）を歩いてくる学生の行動をみて評価していた。」荒木精之の『山崎正董』によると、後輩教授達による学位問題などにおいては、相当厳しい指摘が書かれていて、煙たい存在であった。．

## 記念施設
- 熊本大学医学部構内に山崎記念館、銅像がある。
- 古瓦のコレクションは熊本市立博物館にある。
- 墓は熊本市黒髪、小峯墓地にある。

## 文献
- 写真集『懐かしき沖縄 ～山崎正董らが歩いた昭和初期の原風景』野々村孝男編著（2000年、琉球新報社）
- 『山崎正董』　荒木精之　1963年11月30日　490ページに及ぶ人物伝　熊本市